# 無重量状態

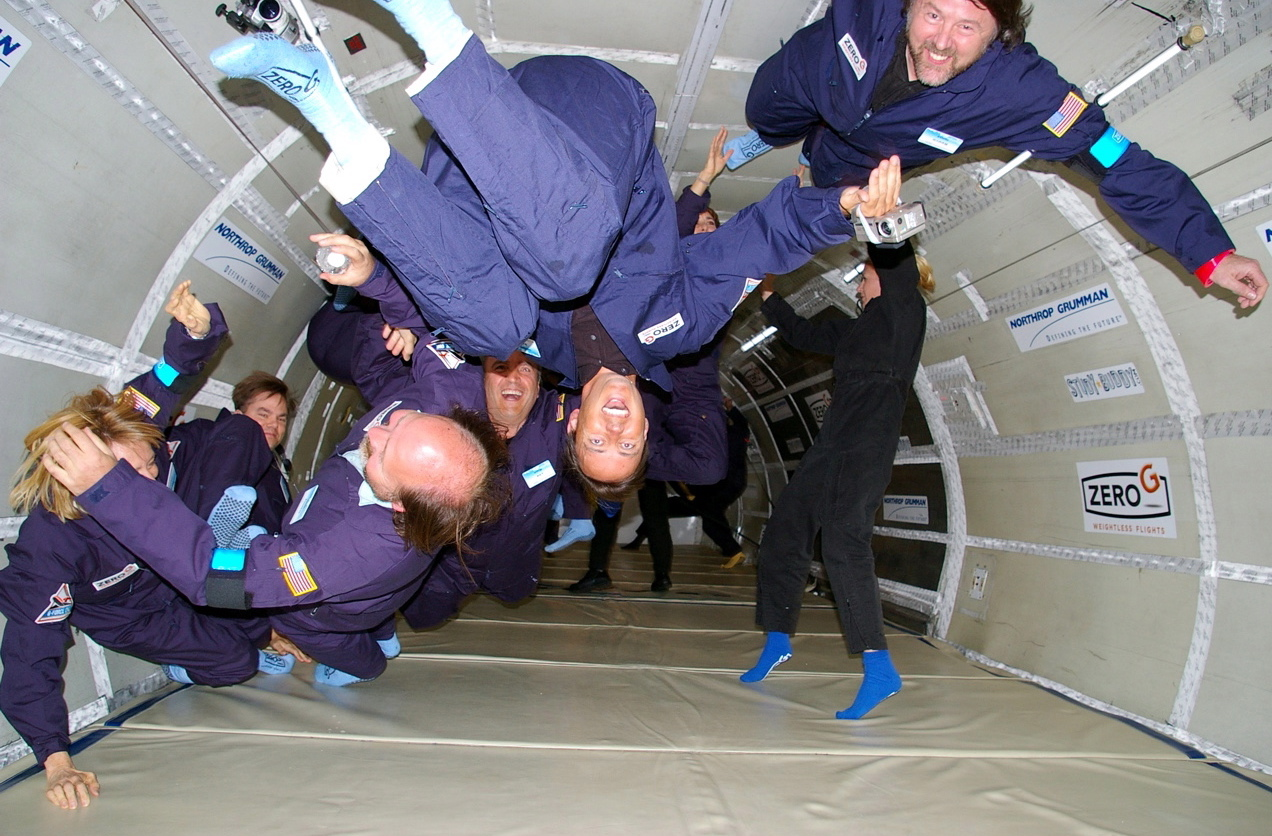
無重量状態

無重量状態（むじゅうりょうじょうたい）とは、万有引力および遠心力などの慣性力が互いに打ち消しあい、それらの合力が0ないしは0とみなしうる程度に小さくなっている状態。

## 概要
台ばかりで計られるような類の重さ（すなわち重量）が0となっている状態であることから、無重量状態と呼ばれる。
類義語ないしは同義語としての無重力（むじゅうりょく）という言葉が用いられる。近年では、微小重力という語も用いられる。
無重量環境下の特徴は、無対流、無静圧、無浮力、無沈降、無接触浮遊などであり、薬品や合金の製造などにおいて、地表のような重力下では実現不能な現象を観察・利用できる。

## 人体への影響

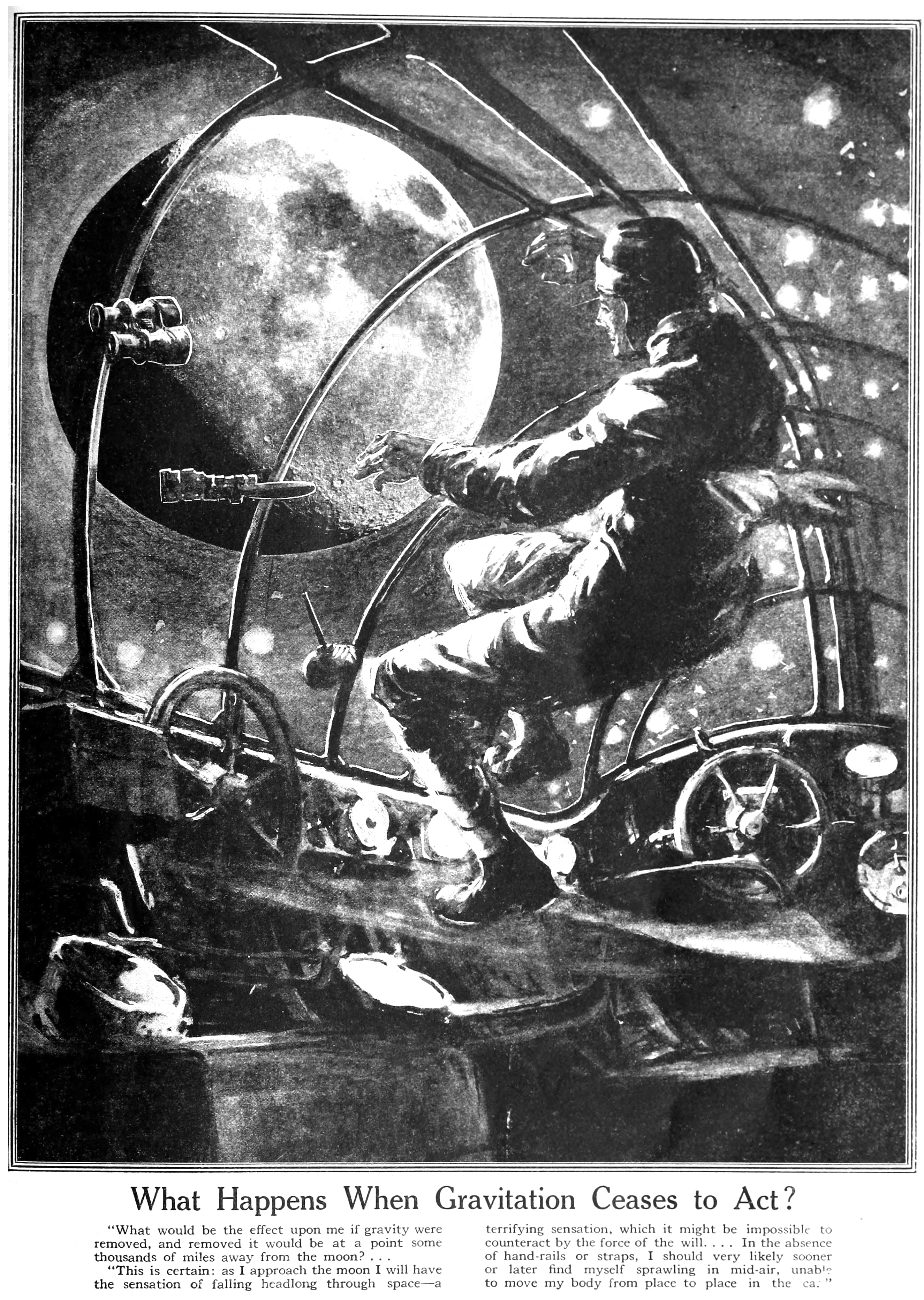
無重力状態を経験する宇宙飛行士の想像図 (1920年) ｡

まず、体液の循環が変化する。地上では下半身に溜まっていた水分のうち約2リットルは、無重力状態になった数分後には胸部と頭部に移動する。その体液が調節機能によって全身に循環されるため、顔がむくみ、首と顔の血管が浮き出るようになり、鼻が詰まって嗅覚や味覚がなくなる。尿の量が増え、体内で吸収される液体が減少するので、血液や体液の量もそれに合わせて減少する。
背が少し（1 - 2センチメートル程度）伸びることにもなるが、これは脊椎の椎骨と椎骨の間にある円盤状の椎間板が圧迫されなくなるためである。
体内で生成される赤血球の数も、大きく減少する。赤血球の減少は4日以内に始まり、40 - 60日ほどで安定する。原因には二説ある。一つは、無重力状態では血液量が減るため、同時に赤血球も減ることになるというもの。もう一つは、血液が上半身に移動することで血液が多過ぎると体が勘違いし、赤血球を減らしてしまうというもの。
長い間、無重力状態（微少重力環境）に晒されていると、骨が脆くなる。これは、骨が圧力を受けるほど太くなり、逆に負荷が減ると細くなってゆくという性質を持つためである。さらに、骨が細くなる過程で浸出するカルシウムが尿に含まれるようになるので、腎臓結石のリスクも高まる。また、カルシウムが不足すれば骨粗鬆症にもなりやすくなる。無重力状態では1か月に約1パーセントの割合で骨の質量が減少するので、10か月も過ごせば地上で30歳から75歳まで年を取った分に相当する骨の無機成分が失われる。
骨だけでなく筋肉にも影響が現れる。筋肉が萎縮し、筋肉の結合組織も退化する。心臓もその例外ではなく、無重力環境下では重力に抵抗して血液を送り出す必要がなくなり、かつ前述の通り血液の量が減少するため、自然と筋肉への負荷が弱まり、結果的に心筋そのものも弱ってしまう。なお、このような骨と筋肉の退化を避けるため、宇宙飛行士は日に3 - 4時間の運動をする。宇宙飛行士の古川聡は「宇宙は老化の加速モデルだと実感した」と語った。
睡眠時に、姿勢に気を付けなければ窒息するおそれもある。これは生理学的な要因によるものではない。単純に無重力状態では空気の対流が起こらないため、呼気の二酸化炭素が顔の周りに停滞しやすくなるからである。ただし、これは宇宙船内の空調で容易に解決可能である。また、複数の人間が密室にいるような状況であれば、感染症のリスクも高まる。特に飛沫感染のリスクは大きい。これは、くしゃみや咳によって唾液とともに空気中に飛散する病原体（細菌やウイルスなど）が無重力状態においては、少なくない量が拡散したままの状態になるためである。地上であればくしゃみなどによる飛沫は地面に落ちるが、無重力状態だとその飛沫は細かい霧状となって多くは船内の壁に付着するうえ、空気中に漂う割合も量も重力下と比較しても高く、これを他人が吸い込んでしまう可能性がある。初期の宇宙探査ミッションでは、半分以上の宇宙飛行士が軽度の感染症に悩まされていた（アポロ計画では船内の殺菌が念入りになったため、感染症は大きく減少した）。現在では空調フィルターの改良などで対応している。
理化学研究所や広島大学などでの多くの動物実験の結果、哺乳類については無重力下で性交しても受精しない可能性があることが判明した。これにより、宇宙ステーションはもとより地球より低重力の月や火星などでも子供ができにくい可能性が指摘されており、宇宙への人類の移住構想への影響も懸念されている。

## 無重力状態の再現
無重量状態は、スペースシャトルのような宇宙機や宇宙ステーション内、飛行機の放物線飛行（パラボリックフライト）によるもの、ドロップチューブや塔からの自由落下、サンプルを回転させることにより微小重力環境を作り出すクリノスタット・ランダム・ポジショニング・マシーンなどにより、人工的に作成できる。
三井砂川炭鉱跡地には炭鉱の穴を利用した無重力実験施設が存在した。
宇宙開発機関・企業に加え、現代では航空会社が研究者向けのサービスとして無重量状態を含む飛行を請け負うこともあり、フランスのノヴァスペースや日本のダイヤモンドエアサービスなどが実験支援する装置を搭載した航空機（嘔吐彗星）を飛行させている。
地上における実験は高額なため、予算が少なかったミネルバでは鉛直方向の動きを水平な面上に置き換えることを考え、摩擦を極力抑えた水平面を用いた実験装置によって大まかな実験を終えた後、1回に100万円ほどかかる日本無重量総合研究所の使用料を抑える工夫をしている。

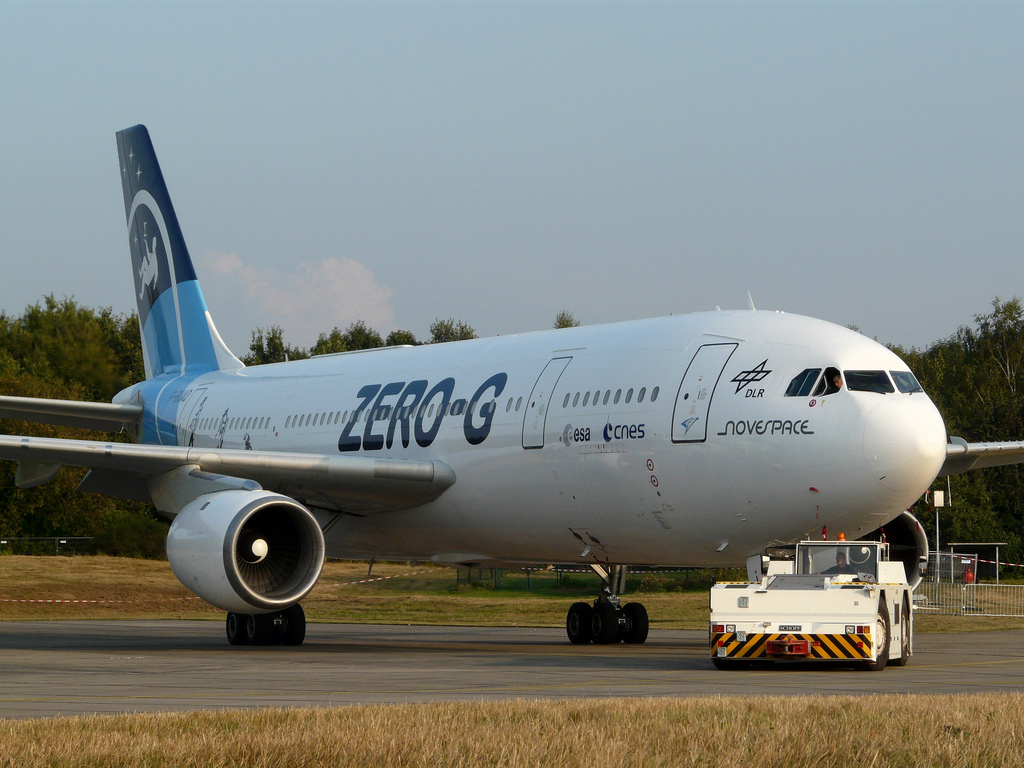
トーイングカーに牽引されているノヴァスペースのA300改造機『ZERO-G』。
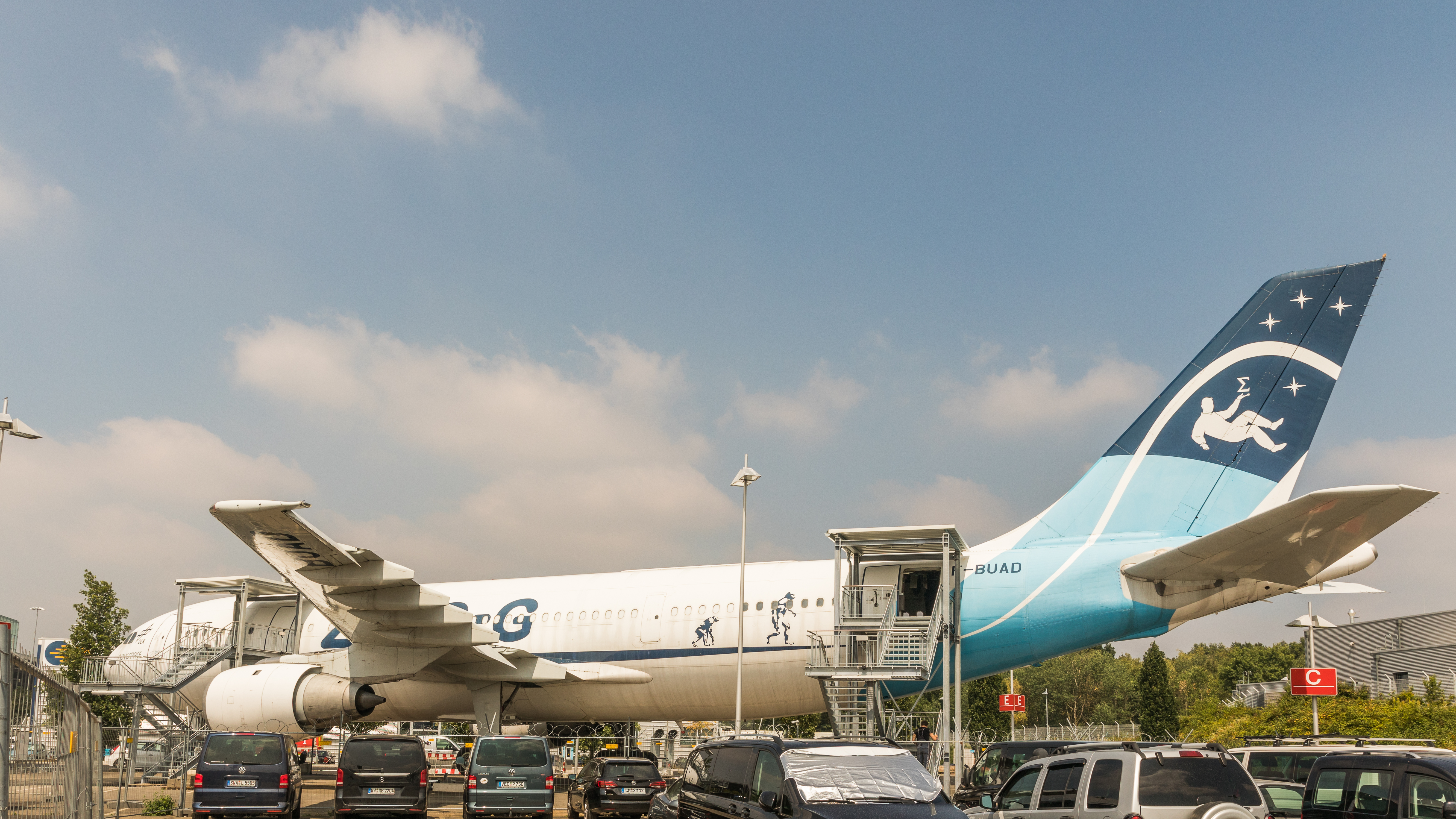
『ZERO-G』の尾翼に描かれた浮かぶ人間。
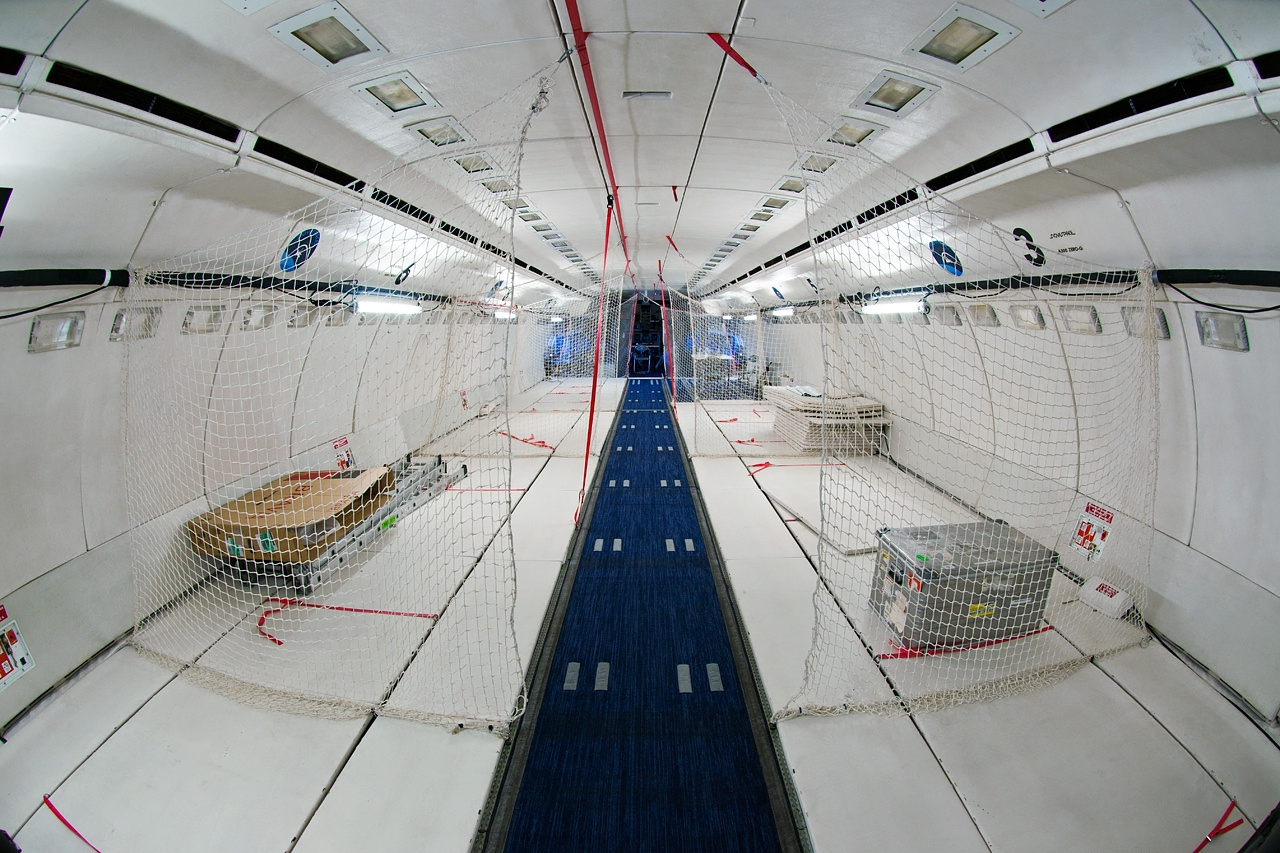
『ZERO-G』のキャビン後方にある実験スペース。座席はなく中央の通路を挟んで左右には等間隔でネットが張られている。
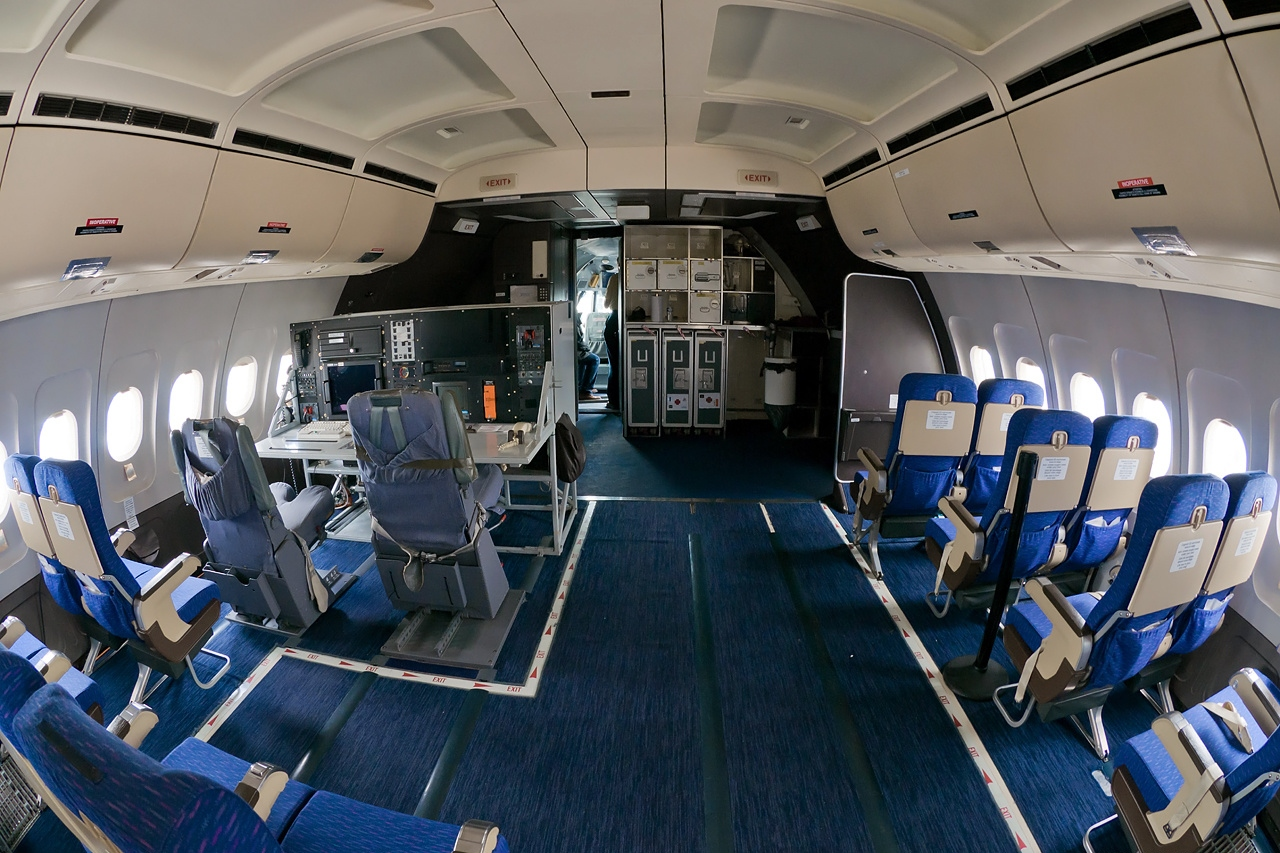
キャビン前方の様子。前方向きに座席と機器が設置されている。
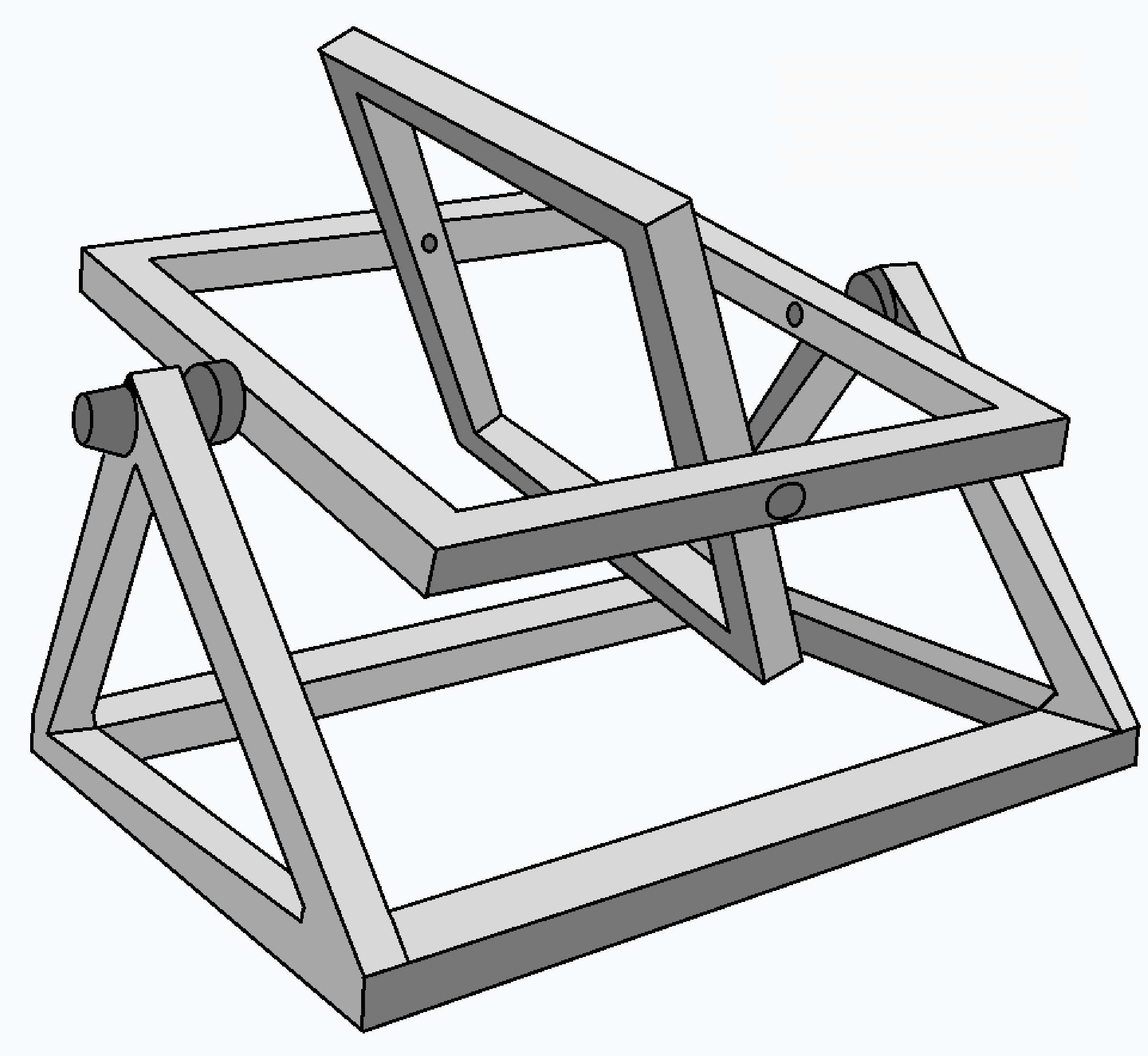
ランダム・ポジショニング・マシーン（英語版）（3Dクリノスタット）
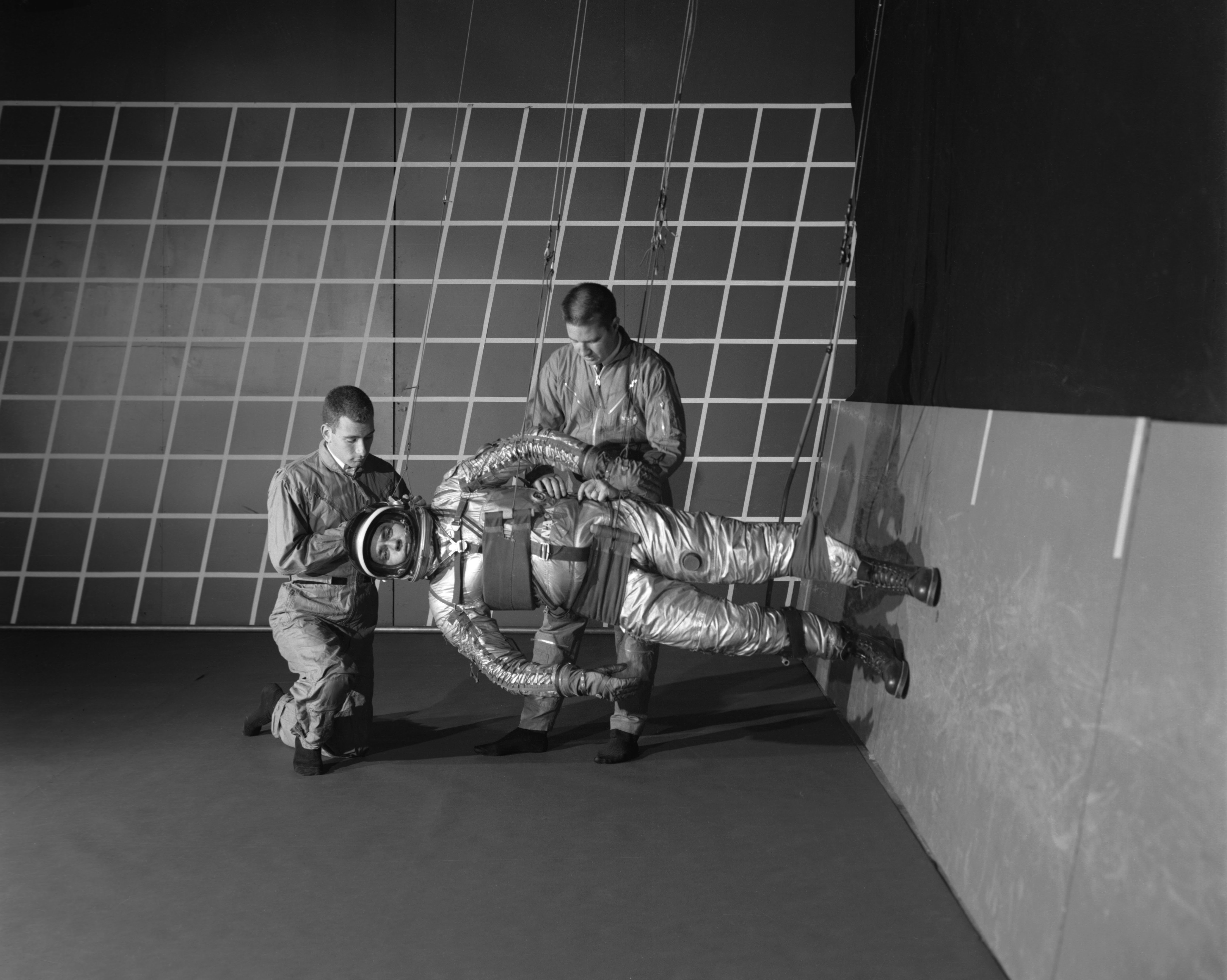
重力免荷歩行シミュレーター（英語版）

## 無重力状態の利用
国際宇宙ステーション (ISS) の日本実験棟「きぼう」において、宇宙航空研究開発機構 (JAXA) は微小重力状態を利用した各種の研究を行っている。きぼうに搭載された静電浮遊炉 (ELF) は、静電気によって試料を宙に浮かせ、地上では避けられない容器からの不純物混入を防ぐことができる。
こうした環境・器材は工業材料の開発だけでなく、創薬にも寄与する。JAXAは企業とも協力しており、東京大学発バイオベンチャー企業ペプチドリームの依頼により、重力や対流がある環境下では難しいたんぱく質の結晶化などの実験を行っている。

## 無重力下で起こるその他の特殊な現象

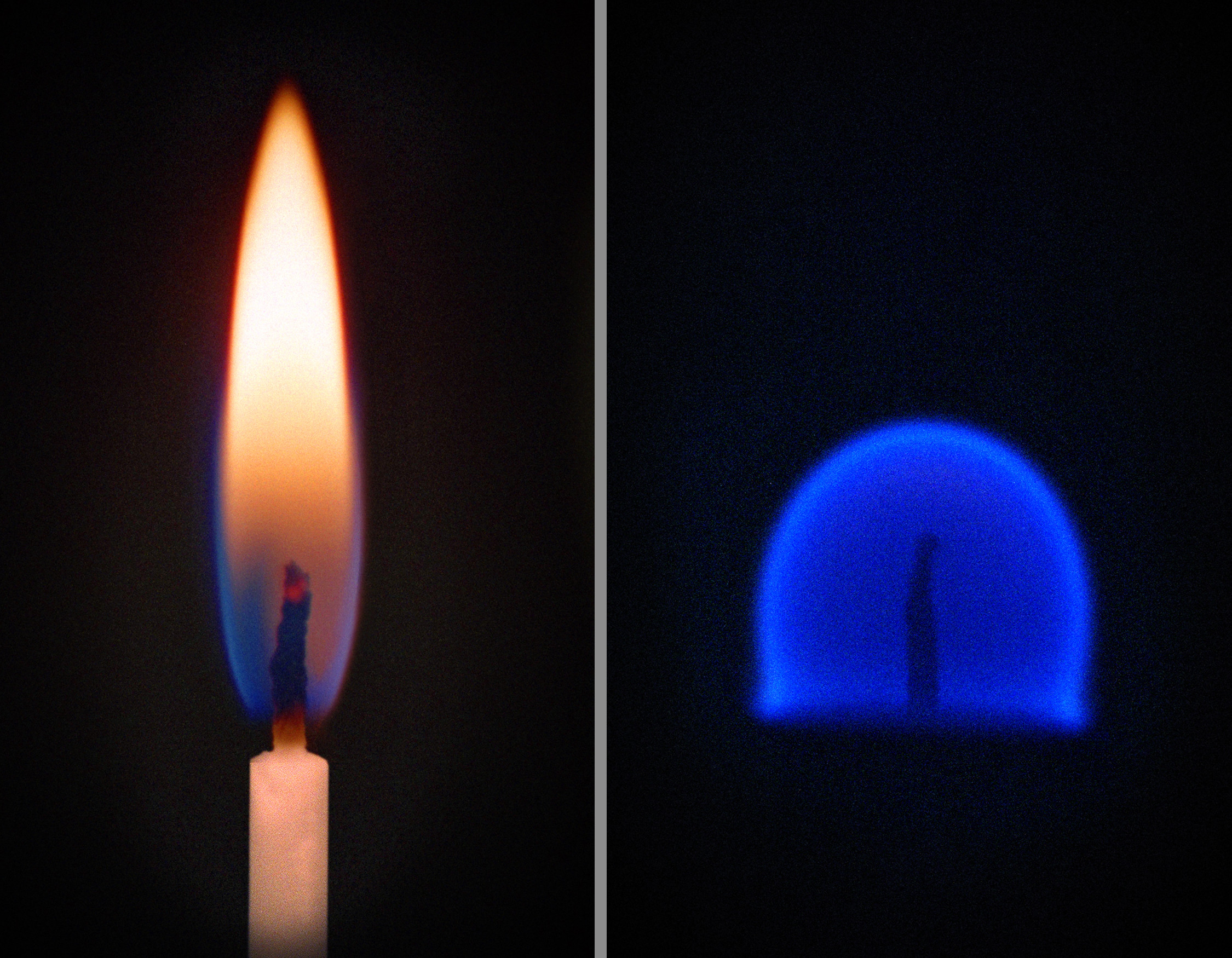
地上の炎と無重力下での炎

- 水‐表面張力ができないため、球体になる。このため宇宙飛行士が飲料を摂取する際は、原則としてパックに入ったものをストローで吸い出す。なお表面張力と毛細管現象を利用し、地上でカップ類を用いるのに近い形で飲料を飲める「無重力カップ」も存在し、ISS等で利用されている[9]。
- 炎 - 上昇気流ができないため、炎は球形となる。また、新しい酸素が供給されにくいためにすぐに消えてしまう。
- 蜂蜜の入った瓶 - 開封しても蓋と瓶が蜂蜜で繋がったままとなる[10]。